# 동광담양고속
유한회사 동광담양고속(東光潭陽高速)은 전라남도의 버스 운송 업체이다. 1991년에 광주고속 (현 금호산업)의 담양 · 순창 · 남원방면 시외버스 노선을 인수받아 설립하였다. 전라남도 담양군을 중심으로 영업중이며, 담양군의 농어촌버스를 운행하고 있다. 본사는 전라남도 담양군 담양읍 중앙로 24-1에 있다.

## 주요 차량
- 현대자동차 : 현대 뉴 슈퍼 에어로시티, 현대 그린시티, 현대 유니버스 스페이스 엘레강스, 현대 유니시티, 현대 뉴 프리미엄 유니버스 스페이스 럭셔리
- 기아 : 기아 뉴 그랜버드 그린필드, 기아 뉴 그랜버드 이노베이션 그린필드, 기아 뉴 그랜버드 이노베이션 파크웨이, 기아 뉴 그랜버드 슈퍼 프리미엄 그린필드
- 자일 대우버스 : 자일대우 NEW BS090, 자일대우 NEW BS106

## 운행 노선

### 시외버스
2015년 11월 기준이다.
| 운행업체     | 보유 노선수 | 보유 노선수 | 보유 노선수 | 보유 노선수 | 등록 대수 | 등록 대수 | 등록 대수 | 등록 대수 | 등록 대수 |
| ------------ | ----------- | ----------- | ----------- | ----------- | --------- | --------- | --------- | --------- | --------- |
| 운행업체     | 노선 합계   | 직행        | 일반        | 고속        | 대수 합계 | 직행      | 일반      | 고속      | 예비      |
| 동광담양고속 | 12          | 12          | -           | -           | 22        | 22        | -         | -         | ?         |

- 광주 ~ 문화동 ~ 담양 ~ 금성 ~ 금과 ~ 순창 ~ 강천사
- 광주 ~ 문화동 ~ 담양 ~ 금성 ~ 금과 ~ 순창 ~ 적성 ~ 남원 (전북고속과 공동운행)
- 광주 ~ 문화동 ~ 남원 (전북고속과 공동운행)
- 광주 ~ 문화동 ~ 곡성 ~ 구례 (광우고속과 공동운행)[2]
- 광주 ~ 문화동 ~ 곡성 ~ 구례 ~ 화엄사
- 광주 ~ 문화동 ~ 옥과 (광우고속과 공동운행)[3]
- 광주 ~ 문화동 ~ 옥과 ~ 석곡 ~ 광천(주암) (광우고속과 공동운행)

### 농어촌버스
- 302번 : 대인광장 ~ 서방시장 ~ 동강대학 ~ ( ← 우산1파출소) ~ 말바우시장 (동) ~ 무등도서관 ~ 광주병원 ~ 동광주 나들목 ~ 농산물공판장 ~ ( ← 문흥지구 입구 (남)), (문흥지구입구 (동) → ) ~ 도동고개 ~ 도선사 ~ 장등입구 ~ 용호 (북구) ~ 석곡파출소 ~ 5.18 공원묘지 입구 (남) ~ 송강정 ~ 봉산면 ~ 면앙정 ~ 대추리 ~ 담양공용버스터미널 <사실상 322번으로 대추리 경유를 위해 302번으로 바꿔 운행>
- 311번 : 유스퀘어 광주종합버스터미널 ~ ( ← 신세계백화점 광주점) ~ 광천치안센터 ~ 경신여고 ~ 광주지방기상청 ~ 신안교 ~ 용봉초등학교 ~ 전남대학교사거리 (동) ~ 광주역 육교 ~ 해광맨션 ~ 서방사거리 ~ 서방시장 ~ 동강대학 ~ ( ← 우산1파출소) ~ 말바우시장 (동) ~ 무등도서관 ~ 광주병원 ~ 동광주 나들목 ~ 농산물공판장 ~ ( ← 문흥지구입구 (남)), (문흥지구입구 (동) → ) ~ 제2순환로 ~ 문흥 분기점 ~ 광주대구고속도로 ~ 봉산정류장 ~ 담양 나들목 ~ 용주리 ~ 담양공업고등학교 ~ 백동사거리 ~ 담양공용버스터미널 ~ 담양군청 ~ 남정사거리 ~ 죽녹원 ~ 전남도립대학
- 311-4번 : 유스퀘어 광주종합버스터미널 ~ ( ← 신세계백화점 광주점) ~ 광천치안센터 ~ 경신여고 ~ 광주지방기상청 ~ 신안교 ~ 용봉초등학교 ~ 전남대학교사거리 (동) ~ 광주역 육교 ~ 해광맨션 ~ 서방사거리 ~ 서방시장 ~ 동강대학 ~ ( ← 우산1파출소) ~ 말바우시장 (동) ~ 무등도서관 ~ 광주병원 ~ 동광주 나들목 ~ 농산물공판장 ~ ( ← 문흥지구입구 (남)), (문흥지구입구 (동) → ) ~ 제2순환로 ~ 문흥 분기점 ~ 호남고속도로 ~ 창평 나들목 ~ 오강리 ~ 보평리 ~ 창평시장 ~ 창평면사무소 ~ 예비군훈련장 ~ 신갈 ~ 대덕
- 322번 : 대인광장 ~ 서방시장 ~ 동강대학 ~ ( ← 우산1파출소) ~ 말바우시장 (동) ~ 무등도서관 ~ 광주병원 ~ 동광주 나들목 ~ 농산물공판장 ~ ( ← 문흥지구입구 (남)), (문흥지구 입구 (동) → ) ~ 도동고개 ~ 도선사 ~ 장등입구 ~ 용호 (북구) ~ 석곡치안센터 ~ 5.18 공원묘지 입구 (남) ~ 송강정 ~ 봉산지서 ~ 담양공업고등학교 ~ 백동사거리 ~ 담양공용버스터미널
- 322-2번 : 대인광장 ~ 서방시장 ~ 동강대학 ~ ( ← 우산1파출소) ~ 말바우시장 (동) ~ 무등도서관 ~ 광주병원 ~ 동광주 나들목 ~ 농산물공판장 ~ ( ← 문흥지구 입구 (남)), (문흥지구입구 (동) → ) ~ 도동고개 ~ 도선사 ~ 장등입구 ~ 용호 (북구) ~ 석곡파출소 ~ 5.18 공원묘지 입구 (남) ~ 송강정 ~ 양지리 ~ 수북면 ~ 주평 ~ 담양공용버스터미널 <사실상 322-2번으로 수북면 경유를 위해 322-2번으로 바꿔 운행>
- 333번 : 대전면(대치) ~ 갑향 ~ 한빛고등학교 ~ 수북면소재지 ~ 첨단문화복합단지 ~ 삼다리(일부 경유) ~담양공용버스터미널

## 사업장 현황
- 본사 : 전라남도 담양군 담양읍 중앙로 24-1 (지침리)
- 영업소 : 광주광역시 서구 유덕로 53 (유촌동)